# Angraecum tenuipes
Angraecum tenuipes är en orkidéart som beskrevs av Victor Samuel Summerhayes. Angraecum tenuipes ingår i släktet Angraecum och familjen orkidéer. Inga underarter finns listade i Catalogue of Life.